# Francine Saillant
Francine Saillant est une anthropologue et artiste québécoise.

## Formation
Francine Saillant obtient un diplôme d’études collégiales en Techniques infirmières en 1973. Elle amorce en 1975 un baccalauréat en anthropologie sociale à l’Université Laval où elle enchaîne en 1978 avec une maîtrise dans la même discipline portant sur l’étude des facteurs socioculturels dans l'épidémiologie des désordres psychiatriques chez les femmes de la région de Québec. Elle conclut en 1986 sa thèse doctorale en anthropologie à l’Université McGill portant sur les aspects culturels de l'expérience du cancer en contexte clinique moderne.

## Parcours professionnel
Professeure à l'Université Laval depuis 1982 à l'École des sciences infirmières et au département d'anthropologie de 1996 à 2015, elle est aujourd'hui professeure émérite. Elle est directrice de la revue Anthropologie et sociétés de 1999 à 2008 et du Centre de recherche Cultures – Arts – Sociétés (CÉLAT) de 2009 à 2015. Elle est nommée en 2008 membre de la Société royale du Canada. En 2013, elle est coprésidente du 81e congrès de l'ACFAS, tenu du 6 au 10 mai à l'Université Laval à Québec sur le thème "Savoirs sans frontières" réunissant plus de 6000 conférenciers et conférencières. En 2016, elle est nommée Membre du comité international de l’UNESCO sur le rapprochement des cultures et membre émérite de la Société canadienne d'anthropologie (CASCA). Elle reçoit en 2020 la Médaille d’or des prix Impacts du Conseil de recherches en sciences humaines (CRSH) et en 2021, le prix Weaver-Tremblay décerné par la Société canadienne d'anthropologie.
Durant toute sa carrière, Francine Saillant est ‘professeure invitée’ dans plusieurs universités, notamment au Centre de recherche du Museu Paraense Emilio Geoldi de l’Université fédérale du Para (Brésil 1999), à l’Université d’Aix Marseille (France 2000), à l’École doctorale d’Europe centrale à Bucarest (Roumanie 2001, 2004, 2005), à l’Université Paris-Nanterre (France 2003, 2006), à l’École des Hautes Études en Sciences Sociales (Paris France 2005), à l’Université Lumières Lyon II (2008), à l’Université St-Louis du Sénégal (Sénégal 2008), à l’Université Toulouse le Mirail (France 2010), à l’Université de Fribourg (Suisse 2012), à l’Université de Victoria (Canada 2014), à la Maison des Sciences de l’Homme (France 2015), au Centre for International Research in Humanities and Social Sciences de la New York University (États-Unis 2016), à la Faculté d’ethnologie de l’Université d’État d’Haïti (2016) et au Max Planck Institute (Allemagne 2019).
Dès le début de sa carrière universitaire, Francine Saillant occupe des postes en enseignement, notamment de l’anthropologie médicale et de la méthodologie de la recherche à la Faculté des sciences infirmières de l’Université Laval de 1982 à 1996. Son parcours de recherche la mène, au département d’anthropologie de l’Université Laval, de 1996 à 2015, à l’enseignement des théories contemporaines en anthropologie (1er cycle), des méthodologies de la recherche (2e, 3e cycles), des méthodes qualitatives (2e, 3e cycles), de l’anthropologie du corps et des droits humains (3e cycle), ainsi que du cours hybride Droits et cultures en mouvement (2e, 3e cycles).

## Champs de recherche
À travers sa carrière, Francine Saillant touche à de nombreux champs de recherche, soit l’anthropologie médicale et du care, les questions touchant le handicap, les droits de la personne, la pluralité, la justice sociale et la reconnaissance, tout en développant une réflexion et une pratique méthodologique ancrée dans la recherche-création par le biais de la vidéo, des arts visuels et de l’écriture.

### Anthropologie médicale et soins de santé
Dans le milieu des années 1980, les travaux de Francine Saillant sont consacrés à l’anthropologie médicale et à la recherche sur les soins entendus comme préoccupation pour l’autre. Elle développe alors des travaux sur l’ethno-histoire des soins, sur l’approche anthropologique du cancer (Cancer et culture), de la grossesse (Qui consulte les sages-femmes au Québec ?; Accoucher autrement), des médecines douces (Les thérapies douces au Québec). Cancer et culture. Produire le sens de la maladie (1988) est la première étude d’anthropologie clinique à être faite au Québec.
Dans les années 1990 elle réalise un ensemble de recherches sur les pratiques soignantes, conçues comme formes d’entretien de la vie. Elle se penche d’abord sur les soins domestiques, sur les soins profanes et aussi les soins infirmiers, dont elle cherche à comprendre la valeur et l’importance, malgré leur invisibilité et leur faible reconnaissance. Elle entreprend une vaste recherche d’ethnohistoire sur les pratiques domestiques de soins au Québec et en France, notamment les recettes de médecine populaire, en mettant en évidence les savoirs et les symboles derrière les pratiques et les rituels. Elle s’intéresse également aux soins à domicile, au travail des proches aidant.es et des soignant.es professionnel.les, en prêtant attention aux conditions sociales, politiques et économiques dans lesquelles s’inscrivent les relations de soin. Dans tous ces travaux, une attention particulière est accordée aux pratiques soignantes négligées ou ignorées, à l’expérience morale de la vulnérabilité et de la responsabilité, ainsi qu’à la manière dont le lien se fabrique à travers le soin. Comme dans les théories éthiques du care, les individus sont conçus d’abord depuis la réalité de leur fragilité et de leur interdépendance.

### Handicap
À partir des années 2000, elle développe une série de travaux sur la question de l’humanitaire et du handicap (Identités et handicaps).
À travers l’ouvrage Identités et handicaps. Circuits humanitaires et posthumanitaires, Francine Saillant propose une lecture neuve, mais surtout dynamique et plurielle de la notion de l’humanitaire. Elle délaisse les approches homogènes et uniformisantes mobilisées pour traiter d’un objet perçu principalement à travers les enjeux politiques, économiques, juridiques pour mettre de l’avant la pluralité et la diversité de ses formes et de ses pratiques. À travers une étude couvrant deux ans de recherche entre la France et le Brésil par l’entremise du travail de collaboration avec l’ONG sans-frontière et transnationale ‘Handicap International’ ainsi que l’ONG brésilienne Vida Brasil, elle soulève les représentations locales que revendiquent les acteurs pour lesquels l’humanitaire n’est plus centré sur l’assistantialisme. Saillant fait ressortir du vécu des acteurs rencontrés la question de la dignité qui ne peut faire objet de don sans être discréditée par la même occasion.
Les recherches de Francine Saillant transitent donc par le posthumanitaire afin de rendre compte des conditions essentielles de reconnaissance des « humanités » dans toute leur complexité et diversité.

### Droits de la personne, justice sociale et reconnaissance
Dans la même décennie, Francine Saillant travaillera également sur les droits de la personne et la justice sociale.
Elle mène d’abord plusieurs projets de recherche internationaux autour des questions afro-descendantes au Brésil qui résulteront dans la publication de plusieurs ouvrages (Images, sons et récits des Afro-Amériques; Réparations, droits et citoyenneté: Le mouvement noir au Brésil (2000-2010); Afrodescendances, cultures et citoyenneté), articles ainsi que dans la réalisation de quatre films (Resistência. Quatre films sur le mouvement noir brésilien) largement diffusés au sein de festivals en France, au Brésil et au Canada, entre autres.
À travers ces travaux, Francine Saillant fait émerger et rend visible le mouvement noir au sein de l’anthropologie francophone en le donnant à voir dans les différentes institutions et dimensions de la vie sociale brésilienne: religion, arts et culture populaire (cultura popular), patrimoine, politique…alors que le phénomène était jusqu’alors principalement assimilé aux dimensions les plus apparentes de l’affirmation afro-descendante au Brésil (candomblé, quilombos, blocs de carnaval). L’ouvrage Réparations, droits et citoyennetés et les films ethnographiques réalisés depuis cette même recherche sont illustratifs de la contribution de Francine Saillant à la visibilisation du mouvement noir brésilien. L’anthropologue cherche aussi à resituer la question afro-descendante et le mouvement noir au Brésil à une échelle plus globale. Elle montre comment la participation du mouvement noir à des évènements globaux et transnationaux sur la question afro-descendante (telle la conférence de l’ONU à Durban en 2001) a permis de donner plus de poids aux revendications de réparation et l’accès à une pleine citoyenneté pour les afro-descendants brésiliens.
L’impact des travaux de Francine Saillant sur les droits, la justice sociale et la reconnaissance, peut se mesurer à différents niveaux.
Premièrement, elle contribue à renouveler l’anthropologie des droits, notamment à partir de l’introduction au sein de l’anthropologie francophone du concept de vie sociale des droits développé au sein de l’anthropologie américaine (voir entre autres Wilson 2006). Décrite dès l’ouvrage Droits et cultures en mouvements (2012), cette approche de la vie sociale des droits vise à « aborder les droits humains au-delà de leurs aspects textuels et normatifs… » pour les considérer comme « un espace de pratiques et de discours ». Cette approche va être progressivement développée, affinée et enrichie par l’auteure dans tous ses travaux consécutifs sur les enjeux de droits, de justice sociale et de reconnaissance.
Deuxièmement, l’apport de Francine Saillant à l’anthropologie des droits ne peut bien se comprendre qu’au regard de l’innovation de son analyse des droits, notamment autour de la question de la « performativité des droits ». S’intéressant ainsi aux mises en scène les plus variées des droits et de la justice (espaces diversifiés, formels et institutionnalisés ou lieux publics telles les places, les parcs ou tout simplement la rue, ou encore sur l’internet et à travers d’autres formes d’exposition et de diffusion de l’écrit et de l’image, etc.), l’anthropologue interroge les apports du concept de performativité à l’anthropologie (des droits) et à la pratique ethnographique.
Enfin, le dernier point important à retenir est ce que ceux-ci représentent au sein des réflexions sur la question de la réparation en contexte post-esclavagiste, à partir du Brésil. Cette notion précédemment associée aux populations juives apparaît au Brésil comme une notion émique « reparação » mobilisée par le mouvement noir brésilien (comme la notion de réconciliation apparaît au Canada pour évoquer les torts du passé vis-à-vis des Premières Nations) pour dénoncer la situation des afro-descendants résultant des torts du passé. Au-delà du travail minutieux et extrêmement élaboré réalisé pour resituer la notion de réparation dans le discours du mouvement noir à travers son livre et ses films, Francine Saillant, interroge les liens conceptuels entre la question des réparations et le paradigme de la reconnaissance à travers plusieurs publications.
Entre 2012 à 2018, Francine Saillant initie et pilote un vaste chantier de recherche scientifique au Québec intitulé InterReconnaissance. La mémoire des droits dans le mouvement communautaire au Québec. Le projet rend compte de la constitution des mouvements communautaires depuis les années 1960 au Québec, ainsi que des luttes et du développement des droits. Les mouvements des femmes, des personnes en situation de handicap, des personnes ayant des enjeux de santé mentale, des personnes immigrantes et réfugiées et des personnes LGBTQ+ sont au cœur de ce projet. Les actions artistiques contributoires sont aussi prises en compte. Une importante équipe participe à la recherche. Le projet se conclut en 2018 par la publication d’un ouvrage du même nom, ainsi que par de nombreuses communications.
Cette recherche permet notamment plus de 200 témoignages oraux et d’objets témoins formant les traces de ce qui peut être qualifié de patrimoine citoyen. L’exposition InterReconnaissance. Une mémoire citoyenne se raconte réalisée en collaboration avec l’Écomusée du fier monde à Montréal est inaugurée en 2018 afin de mettre en valeur ces objets et témoignages. Elle est également présentée au Musée du Bas-Saint-Laurent, au Musée québécois de culture populaire de Trois-Rivières et au Musée de la mémoire vivante à Saint-Jean-Port-Joli entre 2018 et 2020.
À la suite d'une recherche-action de deux années menée avec l’Écomusée du fier monde, l’exposition InterReconnaissance est également adaptée afin que ses contenus soient accessibles au plus grand nombre, et en premier lieu aux groupes représentés dans l’exposition. La recherche aboutit en 2021 à la publication d’un guide à usage professionnel, Médiation culturelle, musée, publics diversifiés. Guide pour une expérience inclusive, lequel s’appuie sur la recherche participative, collaborative et artistique.

### Pluralité et vivre ensemble
À partir des années 2000, Francine Saillant poursuit ses travaux en incluant les préoccupations de l’épistémologie en anthropologie qui la mènent à co-écrire avec Mondher Kilani et Florence Graezer-Bideau, le Manifeste de Lausanne. Pour une anthropologie non hégémonique. De ce manifeste s’amorce une concertation internationale qui est à la base de l’initiative du dictionnaire francophone en anthropologie, Anthropen.
Au cours de la décennie 2010, apparaît la question de la pluralité et des modes de cohabitation entre communautés et groupes sociaux. Elle développe dès 2011 toute une réflexion collective et multidisciplinaire sur les modalités du vivre-ensemble à l’épreuve de la pluralisation croissante des sociétés contemporaines, à titre de directrice du Centre de recherche Cultures-Arts-Sociétés (CELAT). Par vivre-ensemble, elle entend les formes et enjeux de la vie collective découlant de la diversité et du pluralisme, formes marquant les relations entre les groupes majoritaires et minoritaires ou minorisés et les individus qui les composent, leurs interactions et formes de vie et d’expression, leurs appartenances à des territoires, leurs langages, leurs mémoires, et leurs expérimentations. Ses réflexions et analyses, publiées dans Pluralité et vivre ensemble, la mènent à saisir la diversité depuis les expériences réelles que des gens en font, par le politique, par la langue, et au cœur des expériences et des interactions, évitant ainsi les représentations réductionnistes de celle-ci. Elle propose dès lors de parler plutôt de pluralité, pluralité de la vie sociale et de la vie en soi, qui s’exprime dans la culture, dans les formes du lien social, dans les formes de vie et dans les formes de pensée. L’UNESCO l’invite à titre d’experte consultante dès 2016 à intégrer le comité international qui travaille au rapprochement des cultures et publie en 2017 Diversity, Dialog and Sharing (UNESCO, Paris) qui présente une réflexion sur le dialogue interculturel et les ressources partagées par les organisations œuvrant à celui-ci.

### Arts et recherche-création
Depuis les années 2000, Francine Saillant amorce un tournant vers l’usage de la vidéo dans le contexte de son travail ethnographique. Une première vidéo, Buscapé, Un espace pour tous, vient accompagner le livre Identités et handicaps. Cette vidéo fut une première exploration suivie de nombreuses autres sur le thème du mouvement noir brésilien. De manière participative elle réalise plusieurs vidéos dont Le navire négrier, traduit en quatre langues. La vidéo présente une pièce de théâtre élaborée dans un terreiro brésilien et qui propose un narratif de l’esclavage et de la liberté du point de vue du candomblé brésilien. D’autres vidéos font aussi partie du coffret Résistência (2014) et favorisent le partage de nombreuses images du mouvement dans ses dimensions culturelles, religieuses, politiques et sociales.
Plus récemment, elle amorce, aussi en collaboration, la réalisation de vidéos à caractère socio-artistique, et présente notamment l’expérience d’artistes migrants de la ville de Québec avec des groupes marginalisés à travers la série Créateurs de liens (2019). Aussi elle co-réalise le film Apparaître (2021), sur l'expérience de l'art chez des personnes souffrant de problèmes de santé mentale.
L’exploration artistique de Francine Saillant ne s’arrête pas à la vidéo mais rejoint aussi le domaine littéraire. Elle publie en 2018 le livre Oubliés, une collection de textes et de dessins autour du thème de la marginalité sociale. Elle publie en 2023 Petite, un récit poétique sur une enfant exploratrice des mondes.

## Prix et honneurs
- 1988 : Prix de l'Association des éditeurs canadiens pour le livre Accoucher autrement (Francine Saillant et Michel O'Neill, éditeurs), Montréal, St-Martin, 1987, 450 p.
- 1996 : Prix Laura-Jamienson de l'ICREF (Institut canadien de recherche sur les femmes) pour le livre Au cœur de la baleine (Remue-Ménages, 1994)[réf. souhaitée]
- 2008 : Membre de la Société royale du Canada[2]
- 2016 : Prix Luc Lacoursière, meilleur ouvrage francophone[37], ethnologie, Amérique du Nord.
- 2016 : Membre émérite. Société canadienne d’anthropologie[38].
- 2016 : Membre du comité international de l’UNESCO sur le rapprochement des cultures.
- 2019 : Bourse de professeure invitée, Max Planck Institute, Gottingen, Allemagne.
- 2020 : Médaille d’or du CRSH, Prix Impacts[39].
- 2021 : Prix Weaver-Tremblay[7], Société canadienne d'anthropologie
- 2021 : Prix Marie-Andrée-Bertrand, Prix du Québec, gouvernement du Québec[40]
- 2022 : Prix Lumières sur les inégalités[41], Métropolis Bleu
- 2022 : Nommée chevalière[42] de l'Ordre national du Québec
- 2022 : Prix d'excellence[43] du Canadian Muséums Association, catégorie recherche, pour le projet Médiation culturelle, musées, publics diversifiés. Guide pour une expérience inclusive dont Ève Lamoureux, Francine Saillant, Noémie Maignien et Fanny H-Levy sont les co-autrices.
- 2024 : Prix Acfas Thérèse Gouin-Décarie[44].

## Publications académiques
- Collectif, Francine Saillant, À visage humain - Art et santé mentale, PUM, 2024[45],[46]
- Francine Saillant, Sous le signe des pluralités, Québec, PUL, 2023[47] (ISBN 9782766301157)
- Martin Hébert, Francine Saillant, Sarah Bourdages Duclot, Savoirs, utopies et production des communs, Editions des archives contemporaines, France,  (ISBN 9782813004505), 186p., doi : https://doi.org/10.17184/eac.9782813004505
- Francine Saillant, Sarah Bourdages Duclot et Franz Voltaire, Les villes d’à côté. Gestes, regards et paroles de jeunes de quartiers marginalisés. Montréal, CIDIHCA, 2022, 110p[48],[49].
- Ève Lamoureux, Francine Saillant, Noémie Maignien, Fanny H-Lévy, 2021, Médiation culturelle, musées, publics diversifiés. Guide pour une expérience inclusive.
- Francine Saillant et Eve Lamoureux, InterReconnaissance, Québec, PUL, 2018. (ISBN 978-2-7637-3606-8)
- Francine Saillant, Diversity, Dialog and Sharing. Paris, UNESCO, 2017. En ligne. (DOI 10.17723/0360-9081-81.1.244)
- Francine Saillant et Mondher Kilani (dir.), Anthropen, Dictionnaire en ligne de l’anthropologie contemporaine, Paris, Editions des archives contemporaines, Université Laval et Université Lausanne (depuis 2016, en cours, publication progressive en ligne)
- Francine Saillant (dir.), Pluralité et vivre ensemble. Québec, PUL/UNESCO, 2015.
- Francine Saillant et Jorge P. Santiago (dir.), Images, sons et récits des Afro-Amériques. Paris, Archives contemporaines, 2015.
- Francine Saillant, Réparations, droits et citoyenneté: le mouvement noir au Brésil (2000-2010). Bruxelles-Québec, Académia/PUL, 2014.
- Francine Saillant et Karoline Truchon, Droits et cultures en mouvements. Québec, PUL, 2013.
- Francine Saillant et Michaël La Chance, Récits collectifs et nouvelles écritures visuelles. Québec, PUL, 2012.
- Francine Saillant et Alexandrine Boudreault-Fournier, Afrodescendances, cultures et citoyenneté. Québec, PUL, coll. Nord Sud, 2012.
- Francine Saillant, Mondher Kilani et Florence Graezer-Bideau, Le manifeste de Lausanne. Pour une anthropologie non hégémonique. Montréal, Liber, 2011. (également en anglais, The Lausanne Manifesto, Montréal, Liber, 2011).
- Éric Gagnon, Yolande Pelchat, Michèle Clément et Francine Saillant, Exclusions et inégalités sociales enjeux et défis de l’intervention publique. Québec, PUL, 2009.
- Francine Saillant, Réinventer l’anthropologie? Les sciences de la culture à l’épreuve des globalisations, Montréal, Liber, 2009.
- Francine Saillant, Identités, handicaps, interventions posthumanitaires au Brésil. La dignité pour horizon. Paris, Karthala, 2007.
- Francine Saillant et Serge Genest, Medical Anthropology. Regional Perspectives and Shared Concerns. Malden, Blackwell Publishing, 2006.  (ISBN 978-1-405-15249-5) Paru aussi en portugais aux éditions de la Fio Cruz, Rio de Janeiro, Brésil, 2012.
- Éric Gagnon et Francine Saillant, De la responsabilité. Éthique et politique. Montréal, Liber, Collection Éthique publique hors-série, 2006.
- Francine Saillant et Serge Genest, Anthropologie médicale. Ancrages locaux, défis globaux. Québec, PUL/Anthropos, coll. Société, cultures et santé, 2005. En ligne  (ISBN 2-7637-8247-7)
- Francine Saillant et Éric Gagnon, Communautés et socialités, Montréal, Liber, 2005.
- Francine Saillant, Michèle Clément et Charles Gaucher, Identités, vulnérabilités, communautés. Québec, Nota Bene, 2004.
- Francine Saillant et Manon Boulianne (dir.), Transformations sociales, genre et santé. Perspectives critiques et comparatives. Québec/Paris, PUL/L’Harmattan, 2003.
- Odile Sévigny, Francine Saillant et Sylvie Khandjian, Fenêtres ouvertes. Dire et partager l’aide et les soins. Montréal, Écosociété, 2000.
- Éric Gagnon, Francine Saillant, et autres. De la dépendance et de l’accompagnement. Soins à domicile et liens sociaux. Québec, Paris, PUL/l’Harmattan, 2001.
- Francine Saillant, Interior Passages. Obesity and Transformation. Toronto, Second Story Press, 1996. Traduction anglaise de Au cœur de la baleine     (Montréal, Remue-Ménage, 1994).
- Francine Saillant, Au cœur de la baleine. Obésité et transformation. Montréal, Remue-Ménage, 1994.
- Francine Saillant, Culture et cancer. Produire le sens de la maladie. Montréal, St-Martin, 1988.
- Francine Saillant et Michel O'Neill. Accoucher autrement. Repères historiques, sociaux et culturels sur la grossesse et l'accouchement au Québec. Montréal, St-Martin, 1987.
- Maria De Koninck, Francine Saillant et Lise Dunnigan, Essai sur la santé des femmes. Québec, Conseil du statut de la femme, 1983.

## Publications littéraires
- Francine Saillant, Petite, Louvain la Neuve, Academia/Ethnopoetik, 2023
- Francine Saillant, Oubliés. Québec, La Pruche et le Pin, 2018.
- Francine Saillant, Ruptures. Montréal, Dérives, 1981.

## Filmographie
- Apparaître, Francine Saillant et Fanny Hénon-Levy, 60 minutes, 2021.
- Créateurs de liens, Francine Saillant et Fanny Hénon-Levy, La fabrique culturelle, 55 minutes, 2019.
- La route, Francine Saillant et Frantz Voltaire, Montréal, CIDICHA (Sélection festival films Vues d’Afrique), 2016.
- Le navire négrier (version jeunesse). Francine Saillant et Alexandrine Boudreault-Fournier, Québec, CÉLAT, LAMIC, Université Laval/York University, Unesco Slave Route Project, 22 minutes, 2015.
- Resistência. Quatre films sur le mouvement noir brésilien (2000-2010), par Francine Saillant, Québec, CÉLAT, LAMIC, Université Laval/York University, Unesco Slave Route Project, 2014.
- Mémoires périphériques, par Francine Saillant et Jacques d’Adesky, Cimarron Productions, 2012, 61 minutes.
- Noir(s) Brésil, par Francine Saillant et Alexandrine Boudreault-Fournier, Cimarron Productions, 2012, 77 minutes.
- Les voix Zumbi, par Francine Saillant et Alexandrine Boudreault-Fournier, CÉLAT, Université Laval, 2010, 15 minutes.
- Mémoires de nuit, par Francine Saillant et Alexandrine Boudreault-Fournier, CÉLAT, Université Laval, 2010, 15 minutes.
- Les musées de l’ombre, par Francine Saillant et Alexandrine Boudreault-Fournier, CÉLAT, Université Laval, 2010, 21 minutes.
- Vie et mort dans le candomblé réalisé par Francine Saillant et Pedro Simonard, Québec, LAMIC, Université Laval, 2009, 75 minutes.
- Le navire négrier. Documentaire réalisé par Francine Saillant et Pedro Simonard, Québec, LAMIC, Université Laval, 2009, 45 minutes.
- Axé Dignité. Documentaire réalisé par Francine Saillant et Pedro Simonard, Québec, LAMIC, Université Laval, 2009, 52 minutes.
- Buscapé. Un espace pour tous. Documentaire réalisé par Francine Saillant, Patrick Fougeyrollas et Merdad Hage. Montréal, Les productions de l’Autre Œil, 2007 20 minutes.

## Expositions à caractère social
- Illumina, Ville de Québec, juin - septembre 2023
- À visage humain, CERVO et Institut universitaire de santé mentale de Québec[50]
- La ville d’à côté. Images et paroles de jeunes en provenance de quatre pays[51], Exposition virtuelle, Semaine d’action contre le racisme, Montréal, CIDIHCA, 2021 (avec S. Bourdages et F. Voltaire).
- Interreconnaissances, Une mémoire citoyenne se raconte[52]', Montréal, Éco-Musée du fier Monde, 2018-2020. À Montréal en 2018 puis exposition itinérante dans divers musées (avec E. Lamoureux).
- Aux grands maux les grands remèdes, Musée des ATP, Trois-Rivières, 1996-1997, à Trois-Rivières en 1996 puis exposition itinérante dans divers musées.

## Expositions à caractère artistique
- Archeopoétique 3. Montréal, Hexagram, mai 2022
- Archéopoétique 2, Québec, Îlot des Palais, été 2022[53]
- Archéopoétique 1, Québec, Îlot des Palais, été 2021[54]
- Visages/objets, Exposition virtuelle, Musée de la marionnette, Palerme, Italie, 2019.
- Oubliés, Galerie l’Articho, Québec, 2018.
- Dialogues intérieurs, Galerie Traces, Québec, 2017.

## Installations artistiques, performances poétiques, médiation culturelle
- Insoumissions, installation avec Camille Courier présentée dans l'exposition Vulnérables, Grande Chapelle Saint-Louis de la Salpêtrière, Paris, 24 juin 2025 au 22 septembre 2025[55],[56].
- Tous humain, Monastère des Augustines, Québec, Septembre 2023.
- Exposition Rassemblement, Dir. Francine Saillant, Chapelle des jésuites de Québec, Septembre 2022[57].
- Apparaître, un jour. Dir. Francine Saillant et Fanny Hénon-Levy, MNBAQ, 13 mars 2020.
- Migrations/Déplacements, Dir. Francine Saillant et Fanny Hénon-Levy, Programme multiculturalisme, Patrimoine Canada, 27 septembre 2019.
- Bienveillantes[58], Installation, Musée des Augustines, 9 octobre 2019.
- Machine à paroles, Radio-Monde, Université populaire, CÉLAT, Québec, 15 juin 2019.
- Oubliés 3, Lecture performative|Installation, avec David Nadeau-Bernatchez, Galerie Traces, Québec, 2018
- Oubliés 2, Fresque et installation, dans le cadre d’une résidence d’artiste au théâtre St-Denis (Paris), en association avec la création théâtrale Leros, de Milena Kartowski, Paris, 2017
- Oubliés 1, Lecture musicale, avec André Jean et Jacques Pelletier, Ateliers Traces, Québec, 2016
- Eta Carinea, Performance|Installation, avec Danièle Bourque et Claude Arteau, la Chambre Blanche, Québec, 1986
- Poèmes divers, Lecture publique, La nuit de la poésie, Montréal, 1985
- La geste mauve, Performance|Installation, avec Danièle Bourque et Geneviève Letarte, Musée national du Québec, 1985
- Ruptures, Lecture performative, Théâtre Petit Champlain, Québec, 1981
- Les voix et les phénomènes, Lecture performative, avec Claude Arteau, Galerie La Chambre Blanche, Québec, 1980